# Svenn Crone
Svenn Crone, né le 20 mai 1995 à Rødovre au Danemark, est un footballeur danois. Il évolue actuellement au poste d'arrière droit au FC Fredericia.

## Biographie
Svenn Crone signe le 18 septembre 2013 une prolongation de son contrat pour trois ans avec le Brøndby IF, qui le lie au club jusqu'à l'été 2017. Il obtient une place en équipe première lors de l'été 2014.
Le 29 octobre 2014, il joue son premier match en faveur du Brøndby IF, en rentrant au jeu lors des 10 dernières minutes du 3e tour de la Coupe du Danemark contre le Fremad Amager.
Le 8 mars 2017, il inscrit son premier but sous le maillot de Brøndby IF, lors des huitièmes de finale de la Coupe du Danemark contre le BK Marienlyst. Lors de cette même saison, il joue six matchs en Ligue Europa.